# 弗兰克·威斯纳
弗兰克·乔治·威斯纳（英語：Frank George Wisner II，1938年7月2日—2025年2月24日）是一名美国商人、外交官，曾经担任美国驻印度大使、驻菲律宾大使、驻埃及大使、驻赞比亚大使，国防部副部长，国际安全事务副国务卿。